# Émile-Robert Blanchet
Émile-Robert Blanchet (Lausana, 17 de juliol de 1877 – Pully, Suïssa, 27 de març de 1943), fou un compositor, pianista i alpinista.
Fou deixeble del seu pare, Charles, un organista, i després de Seiss, Jensen i Franke al Conservatori de Colònia (1895-99). Es perfeccionà amb Busoni a Weimar i Berlín i llavors es dedicà l'activitat concertista i didàctica com a professor el Conservatori de Lausana.
Va escriure tractats per a piano, entre ells, Technique moderne du piano (1935). També va compondre moltes obres per aquest instrument, com Konzertstück per a piano i orquestra, Balada per a dos pianos i 64.